# 莫里斯·迈斯纳
莫里斯·邁斯納（英語：Maurice Jerome Meisner；1931年11月17日—2012年1月23日）漢名馬思樂。研究二十世紀中國歷史的美國學者。他從研究中國馬克思主義奠基人李大釗開始，他寫的《毛泽东的中国及其后：中华人民共和国史》已經成為學術經典。歷任威斯康辛大學麥迪遜分校教授、倫敦政治經濟學院客座教授。
邁斯納於1931年生於密西根州底特律的猶太裔東歐移民家庭，2012年於威斯康辛州麥迪遜的家中去世。

## 早年生活
邁斯納於經濟大蕭條和第二次世界大戰期間在底特律長大。他成年的時候，底特律是一個戰後蓬勃發展的文化與工業中心。他在底特律韋恩州立大學上大學。邁斯納上兩年的大學後，因為十分優秀，進入韋恩州立大學的研究所。
冷戰和紅色恐慌嚴重影響邁斯納和他的妻子洛林的個人生活。在麥卡錫主義時代，洛林因為在1951年參加在東柏林舉行的世界青年與學生聯歡節，在1952年被眾議院非美活動調查委員會（HUAC）傳喚。 洛林與多數被HUAC傳喚的人一樣，拒絕作證。她行使憲法第五修正案的權利，雖然沒有法律後果，但是韋恩州立大學校長大衛·亨利因此把她開除學籍。這在當時被認為是不尋常的嚴重懲罰，其他學校都不願意錄取如此被開除的學生。
邁斯納夫婦在被芝加哥大學錄取後搬到芝加哥，兩人在芝加哥大學獲得博士學位。莫里斯·邁斯納研究中國歷史的時候，看起來是一個不起眼的選擇，但在1949年第二次國共內戰和中國在朝鮮戰爭中的作用之後，中國的重要性也許可以看出端倪。
邁斯納的博士論文《李大釗與中國馬克思主義的起源》由蘇聯研究專家Leonard Haimson指導，在哈佛東亞研究中心進行，研究中國共產黨的創始人之一李大釗對中國革命理論的原創性貢獻。

## 教學生涯
邁斯納在1977年所寫的《毛泽东的中国及其后：中华人民共和国史》為歐美最為風行、長青不衰的近代中國史教材，歷經三次修訂，於1999年為最終版。
而邁斯納1989年在北京，直到六四天安门事件一周前才離開。他對八九學運的分析，與中國官方定性的「反革命暴亂」與西方媒體傾向於將「要求更多民主看成歡迎資本主義」都不同。他在書中表示，運動不是要求更多民主，而是由於市場改革導致腐敗，運動的動力來自厭惡官僚特權。「反腐敗」在道德上譴責官僚特權，由於共黨領導從上到下都從所謂「自由市場」斂財，他們在群眾眼中已經失去政治與道德的合法性。群眾憎惡官僚以政治權力謀私利。

## 研究著作
- Li Ta-Chao and the Origins of Chinese Marxism （页面存档备份，存于）, (Cambridge: Harvard University Press, 1967).
  - 中文版：《李大釗與中國馬克思主義的起源》 （页面存档备份，存于），北京：中共黨史資料出版社，1986。
- with Rhoads Murphey, eds. The Mozartian Historian: Essays on the Works of Joseph R. Levenson （页面存档备份，存于）, (Berkeley: University of California Press, 1976)
- Mao's China: A History of the People's Republic (New York: Free Press, 1977; revised 2nd ed. 1986).
- Marxism, Maoism, and Utopianism: Eight Essays. （页面存档备份，存于） (Madison: University of Wisconsin Press, 1982).
  - 中文版：《馬克思主義、毛澤東主義與烏托邦主義》 （页面存档备份，存于），北京：中國人民大學出版社，2005。
- Mao's China and After: A History of the People's Republic （页面存档备份，存于）, (New York: Free Press, 3rd ed., 1999)
  - 中文版：《毛澤東的中國及其後：中華人民共和國史》 （页面存档备份，存于），香港：香港中文大學出版社，2005。
- The Deng Xiaoping Era: An Inquiry into the Fate of Chinese Socialism, 1978-1994. （页面存档备份，存于） (New York: Hill and Wang, 1996).
- Mao Zedong: A Political and Intellectual Portrait. （页面存档备份，存于） (Cambridge; Malden, MA: Polity, 2007).
  - 中文版：《毛主義的誕生：中國共產革命之路 》 （页面存档备份，存于）），新北市：衛城出版，2012。

## 外部連結
- Maurice Meisner, historian of modern China, dies at 80 （页面存档备份，存于）. 威斯康辛大學麥迪遜分校
- Maurice Meisner Obituary （页面存档备份，存于）
- 一條通往毛澤東與中國共產革命之路的知識捷徑《毛主義的誕生》馬思樂著 （页面存档备份，存于）
- 馬思樂. . New York Times. 1981-07-05  [2018-06-14]. （原始内容存档于2021-03-12）.